# Bootleggers
Bootleggers è un film del 1974, scritto e diretto da Charles B. Pierce. È interpretato, tra gli altri da Jaclyn Smith (che poi avrebbe recitato nella serie Charlie's Angels) e Slim Pickens (già apprezzato attore caratterista in Mezzogiorno e mezzo di fuoco e Il dottor Stranamore - Ovvero: come ho imparato a non preoccuparmi e ad amare la bomba).

## Trama
Bootleggers è una commedia drammatica ambientata nell'Arkansas rurale. Il primo quarto del film è ambientato nel 1921, quando Othar Pruitt, un bambino di 10 anni, è testimone dell'assassinio del padre contrabbandiere da parte di un membro di una famiglia rivale. Il film passa quindi al 1933, che descrive in dettaglio l'adulto Othar Pruitt e il suo partner criminale, Dewey Crenshaw, che si guadagnano da vivere come distillatori di grappa e contrabbandieri in giro per tutto lo Stato. Il film segue una trama episodica che descrive in dettaglio il lavoro di Othar e Dewey con l'interazione con la distilleria del nonno di Othar, molestando lo sceriffo locale che richiede tangenti ai contrabbandieri, flirtando con varie donne durante gli scontri sociali locali, e continuano a scontrarsi con la famiglia rivale di Woodall e i loro principali concorrenti per il controllo dei tragitti per il trasporto della merce di contrabbando. Quando il nonno Pruitt viene assassinato dal clan Woodall, Othar e Dewey decidono di prendere in mano la situazione, portando a una sparatoria climatica con la famiglia rivale.

## Accoglienza
Il film fu un piccolo successo commerciale: in quanto produzione low-budget riuscì a guadagnare 4,2 milioni di dollari. Le critiche furono miste, ma in generale venne lodata la fotografia a cura di Tak Fujimoto, che poi avrebbe lavorato in pellicole rinomate quali Il silenzio degli innocenti e Il sesto senso.